# 弥生町 (富山市)
弥生町（やよいまち）は、富山県富山市の公称町名である。弥生町一丁目と弥生町二丁目が設置されている。郵便番号は930-0019。

## 歴史
- 1889年（明治22年）4月1日 - 市制施行に伴い富山市に編入。

## 世帯数と人口
2021年（令和3年）9月30日現在の世帯数と人口は以下の通りである。
| 町丁         | 世帯数  | 人口  |
| ------------ | ------- | ----- |
| 弥生町一丁目 | 96世帯  | 167人 |
| 弥生町二丁目 | 118世帯 | 222人 |
| 計           | 214世帯 | 389人 |

## 小・中学校の学区
市立小・中学校に通う場合、学区は以下の通りとなる。
| 番地 | 小学校             | 中学校             |
| ---- | ------------------ | ------------------ |
| 全域 | 富山市立柳町小学校 | 富山市立奥田中学校 |

## 交通

### 鉄道
町内に鉄道駅はない。

### バス
- まいどはやバス 弥生町1丁目バス停

### 道路
- 富山県道172号八幡田稲荷線
- ひまわり通り

## 施設
- 柳町公民館
- 柳町地区センター

## 参考出典
- 『富山県の地名』平凡社